# Кронион
„Кронион“ или на димотики „Кронио“  (на гръцки: „Κρόνιον“) е бивше кино в град Сяр, Гърция.
Киното е разположено на улица „Перистерис Костопулос“ № 1 и площад „Кронио“ в центъра на града.
Сградата е построена в 20-те години. По отношение на архитектурната форма и типология, както и по отношение на материалите и начина на градеж, тя е типичен представител на възрожденската архитектура и в голяма степен запазва своята автентичност.
В 2005 година главната южна фасада на киното е обявена за паметник на културата със своите ясни влияния от модернизма и връзката ѝ с културната история на град Сяр.